# Isla Santarén
Isla Santarén (también escrito Isla Santarém o Isla Yeoga) es el nombre que recibe un islote en el Océano Atlántico perteneciente al país africano de Guinea Ecuatorial, al sur de la mucho más grande Isla de Annobón en las coordenadas geográficas 01°29′00″S 5°37′00″E / -1.48333, 5.61667. Administrativamente pertenece a la Provincia de Annobón en la Región Insular de Guinea Ecuatorial.